# Deshaun Watson
(en) Statistiques sur pro-football-reference
Derrick Deshaun Watson, né le 14 septembre 1995 à Gainesville, est un sportif professionnel américain de football américain jouant au poste de quarterback dans la National Football League (NFL) depuis la saison 2017.
Sélectionné au premier tour de la draft 2017 de la NFL par la franchise des Texans de Houston, il connaît une bonne première saison, bien qu'écourtée par une blessure et confirme par la suite son talent en tant que quarterback titulaire de l'équipe. Il est sélectionné au Pro Bowl durant trois saisons consécutives. Au terme de la saison 2020, des désaccords avec la direction de l'équipe ainsi que de multiples accusations d'inconduite sexuelle le mettent à l'écart pour l'entièreté de la saison 2021 ce qui l'incite à demander un transfert.
Il est ainsi échangé aux Browns de Cleveland en 2022.
Avant de passer professionnel, il a joué au niveau universitaire pour les Tigers de Clemson en NCAA Division I FBS. Il est finaliste du College Football Playoff au terme de la saison 2015 et remporte le titre national au terme de la saison 2016.

## Biographie
Watson est né à Gainesville dans l'État de Géorgie, le 14 septembre 1995. Ses parents, Deann Watson et Don Richardson, l'inscrivent à la Gainesville High School qu'il intègre à l'automne 2010 et où il joue pour l'équipe de football américain des Red Elephans. L’entraîneur principal Bruce Miller avait prévu de faire jouer un joueur junior au poste de quarterback mais il choisit finalement d'y placer de suite Watson.
Pendant son séjour au lycée, il va établir plusieurs records de l'état dont :
- plus grand nombre de yards gagnés : 17 134 yards ;
- plus grand nombre de yards gagnés à la passe : 13 077 yards ;
- plus grand nombre de touchdowns : 218 ;
- plus grand nombre de touchdowns inscrits à la passe : 155.

Il gagne également 4 057 yards et inscrit 63 touchdowns à la course.
Lors de ses années sophomore et senior, il atteint les demi-finales de l'État avec Gainesville High School.
Watson excelle lors de son année junior et remporte le championnat de son État. Il est désigné Junior All-American, meilleur joueur à regarder (Player to Watch) 2014 et fait partie des 100 meilleures recrues possibles de 2014 (Top 100 Recruit). Il est même désigné meilleur recrue possible 2014 au poste de quarterback par ESPN 300.
Watson reçoit plusieurs offres mais s'engage verbalement avec l'université de Clemson le 1er février 2012.

### Carrière universitaire
Il joue trois saisons au niveau universitaire pour les Tigers de Clemson :

#### Saison freshman (2014)
Watson s'inscrit à Clemson en janvier 2014. Au cours de sa carrière au lycée, Watson avait porté le no 4. Ce numéro avait été retiré par l'université après que le quarterback Steve Fuller eut obtenu son diplôme. Cependant, ce dernier autorisera que son numéro soit réattribué ce qui permet à Watson de le porter dès sa première saison. Bien que remplaçant du quarterback titulaire Cole Stoudt, Watson reçoit un temps de jeu important lors de sa première saison. En trois matchs, il réussit 29 des 41 passes tentées pour un gain cumulé de 479 yards et 4 touchdowns sans interception, surpassant Stoudt. Il est désigné quarterback titulaire le 21 septembre,. Lors de son premier match comme titulaire gagné 50 à 35 contre les Tar Heels de la Caroline du Nord, il inscrit six touchdowns par la passe et gagne 435 yards établissant de nouveaux records de l'université. Le 11 octobre 2014, Watson se casse un os de la main droite lors du match contre les Cardinals de Louisville,. Il doit quitter le match lors du premier quart-temps manque les trois prochains matchs (Boston College, Syracuse et Wake Forest). Il rejoue contre Georgia Tech mais se blesse à nouveau (une tension du ligament collatéral fibulaire-LCL). La semaine suivante, les médecins constatent que Watson s'est tordu le genou. Il ne joue pas contre Georgia State la semaine suivante, mais revient la semaine suivante pour jouer contre les rivaux de South Carolina. Après avoir vaincu les Gamecocks, son équipe révèle que Watson a joué avec une déchirure des ligaments croisés antérieurs (ACL). Il est opéré au genou gauche le vendredi avant le match contre Oklahoma.

#### Saison sophomore (2015)
En 2015, Watson contribue à la saison régulière parfaite pour Clemson (12 victoires sans défaites). L'équipe est no 1 des divers classements du pays. Les Tigers disputent ensuite la finale de conférence ACC contre les Tar Heels de la Caroline du Nord classés no 10. Watson gagne 289 yards et inscrit trois touchdowns à la passe et gagne 131 yards et inscrit un touchdown supplémentaire à la course. Il est désigné MVP du match pour sa performance et les Tigers remportent pour la première fois depuis 2011 la finale de conférence sur le score de 45 à 37.
Les Tigers, toujours classés no 1 du pays, sont sélectionnés pour disputer la demi-finale nationale à l'occasion de l'Orange Bowl 2015 qu'ils jouent contre les Sooners de l'Oklahoma classés no 4. Watson gagne 189 yards et inscrit un touchdown à la passe ainsi que 145 yards et un touchdown à la course. Clemson remporte le match 37 à 17 et Watson est de nouveau désigné MVP du match. Les Tigers sont qualifiés pour disputer la finale nationale contre le Crimson Tide de l'Alabama classé no 2 du pays. Ils sont battus 40 à 45 malgré les 405 yards et les quatre touchdowns inscrits à la passe par Watson auxquels il faut ajouter 73 yards gagnés à la course.
Au terme de la saison, il dépasse les 4 000 yards gagnés à la passe. Il établit un nouveau record du plus grand nombre de yards gagnés lors d'une finale nationale avec 478 yards (405 à la passe et 73 à la course) et ce contre la meilleure défense du pays lors de la saison 2015. En plus de cette performance, il aura gagné, sur la saison, plus de 1 000 yards à la course. Watson est le premier joueur à réussir ces performances de toute l'histoire du football américain universitaire. Après une telle saison, Watson est désigné finaliste du Trophée Heisman. C'est la première fois qu'un joueur de Clemson y figure. Il termine 3e du vote derrière les running backs Derrick Henry d'Alabama et Christian McCaffrey de Stanford. Il remporte le Davey O'Brien Award décerné chaque année au meilleur quarterback de la saison universitaire. Il est également désigné joueur offensif 2015 de la conférence ACC,.

#### Saison junior (2016)

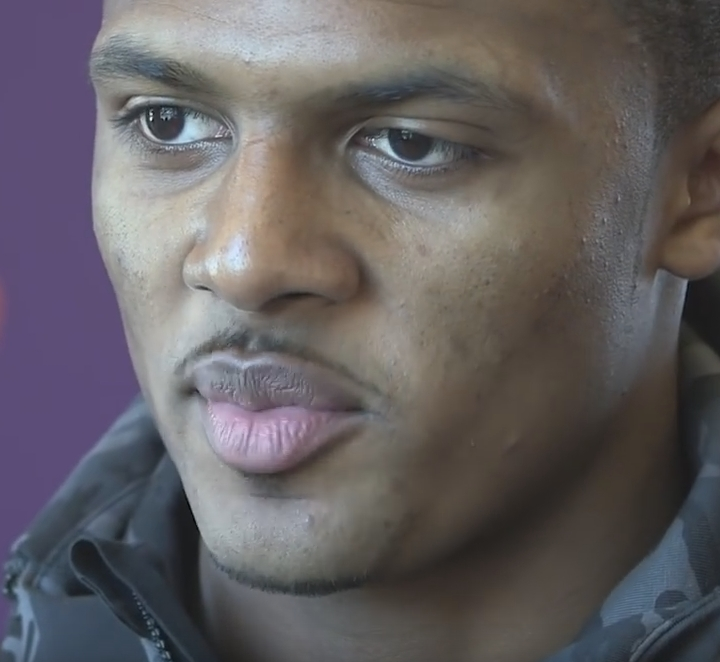
Watson en 2016.

Watson commence sa saison senior avec une victoire 19 à 13 contre les Tigers d'Auburn avec un gain de 248 yards et un touchdown à la passe malgré une interception. Le 1er octobre contre les  Cardinals de Louisville (victoire 42-36), Watson termine le match avec un gain de 306 yards à la passe pour cinq touchdowns et trois interceptions. Ensuite, le 29 octobre 2016 contre les Seminoles de Florida State, il cumule 378 yards et deux touchdowns à la passe pour une nouvelle victoire 37 à 34. Contre les  Orange de Syracuse le 5 novembre 2016, il gagne 169 yards à la passe inscrivant deux touchdowns mais il doit quitter le match à la suite d'une blessure à l'épaule,. Le 26 novembre contre les Gamecocks de la Caroline du Sud, il gagne 347 yards à la passe, inscrit six touchdowns malgré une interception (victoire 56 à 7).
À l'automne 2016, Watson devient le premier joueur depuis Jason White en 2003-2004 à remporter le Davey O'Brien Award lors de deux années consécutives. Pour le seconde année consécutive, Watson est ensuite finaliste du Trophée Heisman en compagne de Jabrill Peppers de Michigan, Baker Mayfield et Dede Westbrook (en) d'Oklahoma et de Lamar Jackson de Louisville. Il échoue de nouveau derrière Lamar Jackson lequel récolte près du double de votes que Watson,.
Après avoir battu les Buckeyes d'Ohio State 31–0 lors du Fiesta Bowl 2016 constituant la demi-finale du College Football Playoff à l'issue duquel Watson a été désigné MVP offensif, Clemson remporte la finale nationale jouée contre les no 1 du pays, le Crimson Tide de l'Alabama sur le score de 35 à 31. Watson y réussi 36 de ses 56 passes tentées pour un gain cumulé de 420 yards et trois touchdowns contre la meilleure défense 2017 du pays. Il y gagne en plus 43 yards et inscrit un touchdown supplémentaire à la course. Cette victoire en finale nationale est la seconde de l'histoire des Tigers de Clemson, victoires qui mettent un terme à une disette de trente années sans finale. Watson est désigné MVP offensif de cette finale.
Le 8 novembre 2016, Watson et trois de ses équipiers de Clemson, Wayne Gallman (en), Artavis Scott (en) et Mike Williams, déclarent qu'ils vont se présenter à la draft 2017 de la NFL. En décembre 2016, Watson obtient son diplôme en communications après trois années d'étude à Clemson.

#### Statistiques
| Année       | Équipe            | Statut      | MJ |         | Passes   | Passes | Passes | Passes | Passes | Passes | Passes  |       | Courses | Courses | Courses | Courses |  | Sacks | Sacks |
| Année       | Équipe            | Statut      | MJ | Tentées | Réussies | Pct.   | Yards  | TD     | Int.   | Éval.  | Tentées | Yards | Moy.    | TD      | Nb.     | Yards   |  |       |       |
| 2014        | Tigers de Clemson | Fr.         | 8  | 137     | 93       | 67,9   | 1466   | 14     | 2      | 188,6  | 63      | 200   | 3,2     | 5       | 1       | 0       |  |       |       |
| 2015        | Tigers de Clemson | So.         | 15 | 491     | 333      | 67,8   | 4109   | 35     | 13     | 156,3  | 207     | 1105  | 5,3     | 12      | 0       | 0       |  |       |       |
| 2016        | Tigers de Clemson | Jr.         | 15 | 579     | 388      | 67,0   | 4593   | 41     | 17     | 151,1  | 165     | 629   | 3,8     | 9       | 0       | 0       |  |       |       |
| Totaux NCAA | Totaux NCAA       | Totaux NCAA | 38 | 1207    | 814      | 67,4   | 10168  | 90     | 32     | 157,5  | 435     | 1934  | 4,4     | 26      | 1       | 0       |  |       |       |

### Carrière professionnelle
Arrivant de Clemson, Watson est considéré comme un potentiel choix de premier tour de draft par la majorité des analystes et scouts de la NFL. Il est désigné comme le meilleur quarterback présent à la draft par Sports Illustrated, Pro Football Focus et ESPN,
,
 et comme deuxième meilleur quarterback par NFLDraftScout.com.
| Taille               | Poids           | Bras          | Main           | Sprint   | Sprint   | Sprint   | Shuttle 20 yards | 3 cones drill | Détente         | Détente            | Développé couché | Test Wonderlic |
| Taille               | Poids           | Bras          | Main           | 40 yards | 10 yards | 20 yards | Shuttle 20 yards | 3 cones drill | verticale       | horizontale        | Développé couché | Test Wonderlic |
| 1,89 m (6 ft 2 ½ in) | 100 kg (221 lb) | 84 cm (33 in) | 25 cm (9 ¾ in) | 4,66 s   | -        | -        | 4,31 s           | 6,95 s        | 83 cm (32 ½ in) | 2,97cm (9 ft 9 in) | -                | 20             |

Watson est sélectionné en 12e choix global lors du premier tour de la draft 2017 de la NFL par la franchise des Texans de Houston. Il est le 3e quarterback sélectionné lors de cette draft après Mitchell Trubisky (choisi par les Bears de Chicago en 2e choix global) et Patrick Mahomes (choisi en 10e choix global par les Chiefs de Kansas City,,,.

#### Saison 2017
Le 12 mai 2017, Watson signe un contrat de quatre ans pour un montant de 13,84 millions de $ dont avec les Texans don 8,21 millionsde bonus à la signature.
Il fait sa première apparition en saison régulière le 10 septembre 2017 contre les Jaguars de Jacksonville en seconde période après que Tom Savage (en) ait été remis sur le banc. Il joue le reste du match et lors du troisième quart-temps, inscrit son premier touchdown à la suite d'une passe de 4 yards vers son wide receiver DeAndre Hopkins. Il termine avec un total de 102 yards et un touchdown pour une interception malgré une défaite 7 à 29,.
En 3e semaine contre les Patriots de la Nouvelle-Angleterre (vainqueur du Super Bowl LI la saison précédente), Watson totalise 301 yards et un touchdown à la passe pour une interception et 41 yards à la course malgré la défaite 33 à 36. Lors de la victoire 57 à 14 sur les Titans du Tennessee en 4e semaine, il réussit 25 passes sur les 34 tentées pour un gain de 283 yards et quatre touchdowns pour une interception mais également 24 yards et un touchdown à la course. Il égale le record de touchdowns inscrits par la passe (5) en un match par un rookie. Il devient également le premier rookie à inscrire sur un match au moins 4 touchdowns à la passe et un à la course et ce depuis le Hall of Famer Fran Tarkenton en 1961 avec les Vikings du Minnesota. Cette performance lui permet d'être désigné meilleur joueur offensif de l'AFC de la 4e semaine. Watson remet le couvert une semaine plus tard à l'occasion du match contre les Chiefs de Kansas City. Malgré la défaite 34 à 42, Watson réussit 16 des 31 passes tentées pour un gain de 261 yards inscrivant 5 touchdown et égalant le record NFL du plus grand nombre de touchdowns inscrits à la passe sur un match par un rookie. IL gagne également 31 yards supplémentaires à la course et inscrit une conversion de touchdown à deux points dans le même match. En 6e semaine contre les Browns de Cleveland, Watson gagne 225 yards et inscrit 3 touchdowns à la passe contre une interception ainsi que 23 yards à la course (victoire 33–17). Après la semaine de repos, les Texans se déplacent chez les Seahawks de Seattle (défaite 38 à 41). Watson gagne pour la première fois de sa carrière plus de 400 yards à la passe (402 yards), inscrivant quatre touchdons contre 3 interceptions et gagnant 67 autres yards à la course. Watson inscrit seize touchdowns lors du mois d'octobre établissant un nouveau record NFL du plus grand nombre de touchdowns inscrits à la passe sur un mois par un rookie. Il est désigné meilleur joueur offensif de l'AFC et de la NFL pour le mois d'octobre.

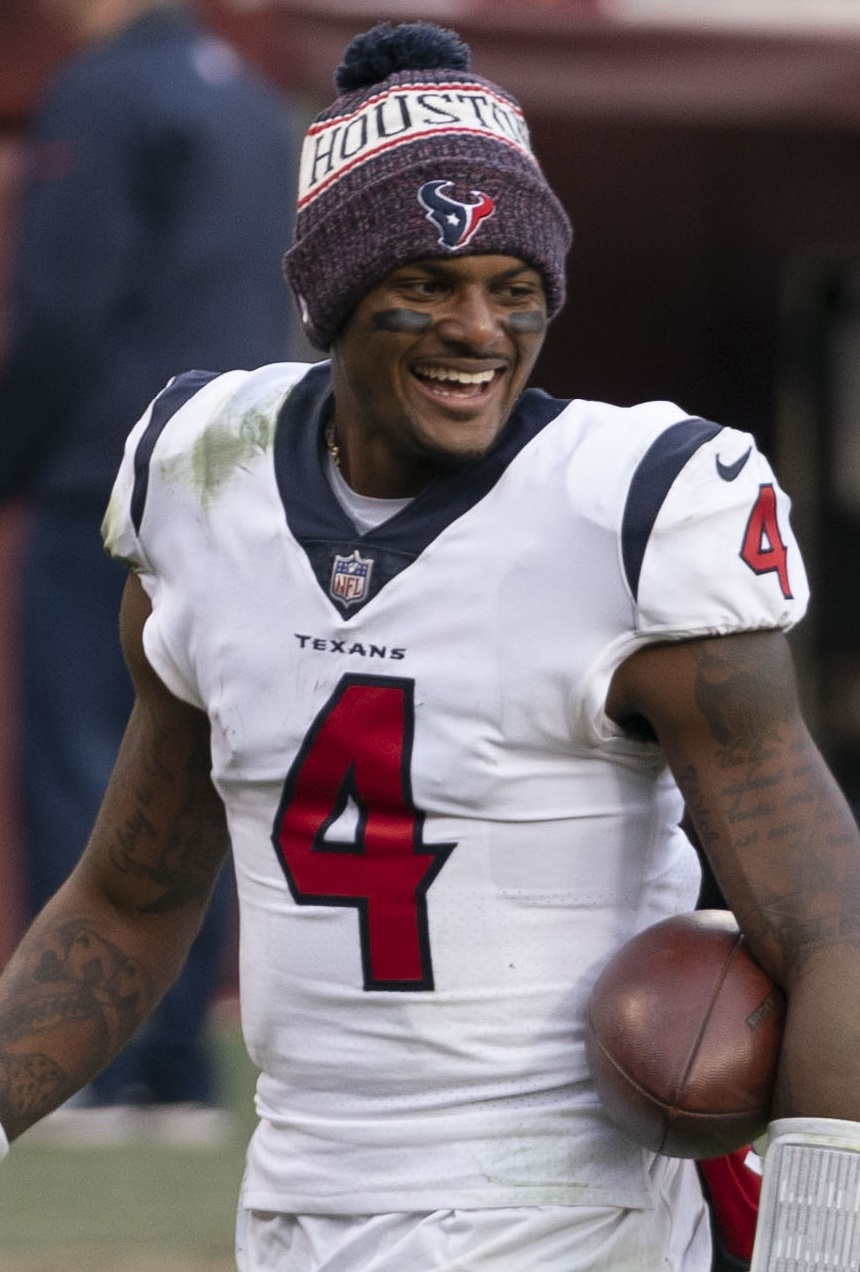
Deshaun Watson en 2018.

Le 2 novembre, Watson se blesse à l'entraînement (déchirure des ligaments croisés-ACL) ce qui met prématurément fin à sa saison rookie. Le 8 novembre, Watson subi avec succès une intervention chirurgicale sur son genou droit et aucune autre lésion au genou n'a été signalée.
À l'issue de sa saison rookie où il a disputé sept matchs (dont 6 comme titulaire), Watson termine avec un total de 1 699 yards gagnés à la passe, 19 touchdowns et 8 interceptions. Il a également gagné 269 yards et inscrits deux touchdowns supplémentaires à la course,. Watson est classé 50e meilleur joueur de NFL par ses pairs en fin de saison 2017. Il est sélectionné dans l'équipe-type des rookies par PFWA, devenant le second quarterback des Texans à recevoir cet honneur depuis David Carr en 2002.

#### Saison 2018

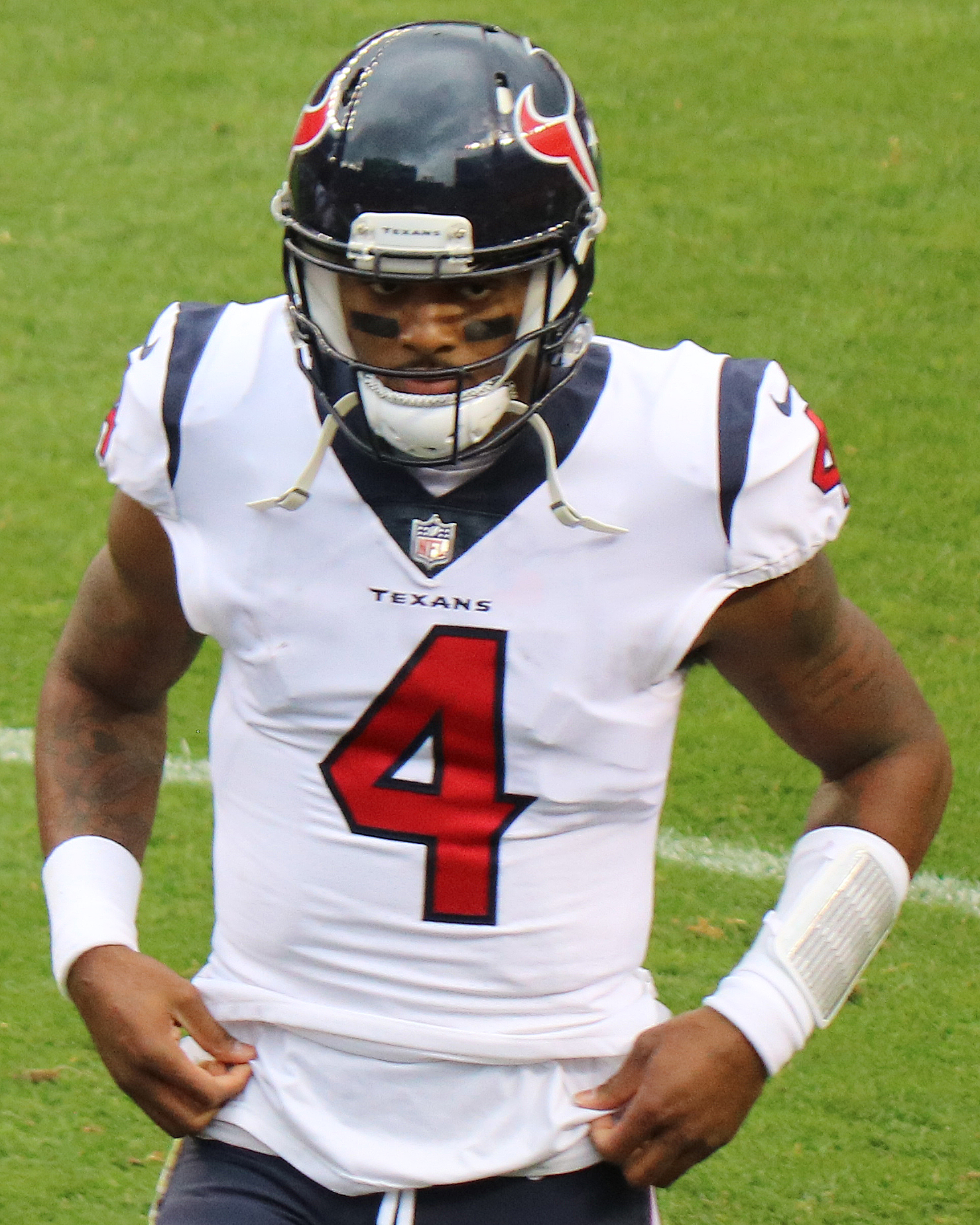
Watson en déplacement au Empower Field at Mile High de Denver en 2018.

#### Saison 2019

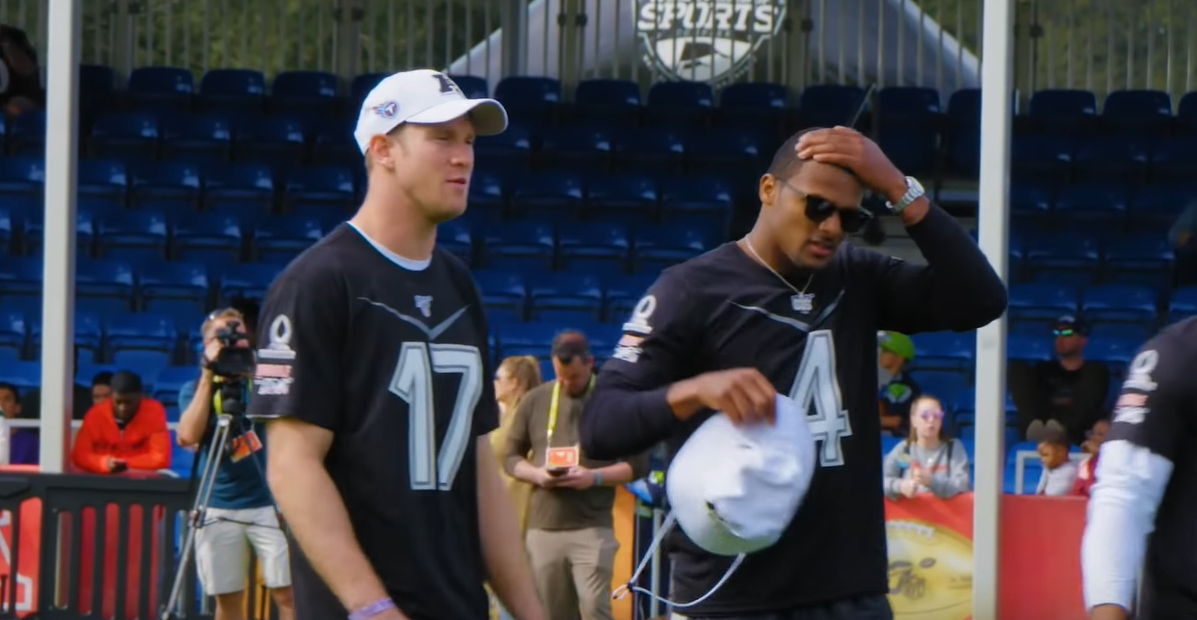
Watson en compagnie de Ryan Tannehill lors du Pro Bowl 2020.

#### Saison 2020
Le 28 avril 2020, les Texans exercent leur option de cinquième année du contrat de Watson et le 9 septembre, il y signe une extension de contrat de quatre ans pour un montant de 177,5 millions de $ dont 111 garantis. Il s'agit du deuxième contrat le plus lucratif de l'histoire de la NFL après celui signé par le quarterback Patrick Mahomes des Chiefs de Kansas City.
Ses meilleures performances au cours de cette saison sont :
- En 1re semaine, défaite 20-34 contre les Chiefs de Kansas City : à la passe, gain de 253 yards et un touchdown pour une interception, à la course, gain de 27 yards et un touchdown[75] ;
- En 4e semaine, défaite 23-31 contre les Vikings du Minnesota : gain de 300 yards et deux touchdowns à la passe[76] ;
- En 5e semaine, première victoire (30-14) de la saison contre les Jaguars de Jacksonville : gain de 359 yards, trois touchdowns pour deux interceptions[77] ;
- En 6e semaine, lors de la défaite 36–42 en prolongation contre les Titans du Tennessee : 28/37 passes réussies pour un gain de 335 yards et quatre touchdowns[78].
- En 11e semaine, victoire 27-20 contre les Patriots de la Nouvelle-Angleterre : à la passe, gain de 344 yards et deux touchdowns, à la course, gain de 36 yards et un touchdown[79]. Cette performance lui vat le prix du meilleur joueur offensif AFC de la semaine[80] ;
- En 12e semaine, victoire 41-25 contre les Lions de Détroit : 17/25 passes réussies pour un gain de 318 yards et quatre touchdowns[81] ;
- En 15e semaine, défaite 20-27 contre les Colts d'Indianapolis : gain de 373 yards et deux touchdowns[82] ;
- En 16e semaine, défaite 20-27 contre les Bengals de Cincinnati : gain de 324 yards et trois  touchdowns[83].

Watson reçoit une amende de 7 500 $ de sa franchise en décembre pour avoir violé les règles de la Ligue relatives aux protocoles Covid-19. Il s'était en effet réuni avec quelques équipiers à l'occasion de l'inauguration de son restaurant sans porter le masque de protection.
Il termine sa saison avec un bilan de 4 823 yards gagnés à la passe (meilleur statistique de la saison 2020) avec 33 touchdowns pour sept interceptions. Sa saison a été, selon toutes les principales mesures statistiques, la meilleure de l'histoire de la franchise, obtenant la meilleure évaluation des quarterbacks sur la saison et menant aux nombre de touchdowns inscrits et aux nombre de yards gagnés à la passe.
Il devient le premier joueur à mener la ligue au nombre de yards gagnés à la passe pour une équipe ayant perdu au moins 12 de ses matchs, dépassant la peroformance de Jeff George des Raiders d'Oakland établie en 1997.

#### Saison 2021
Après la saison 2020, Watson sollicite un transfert étant en désaccord avec les changements effectués au niveau de la direction et de l'encadrement sportif.
Les Texans n'étant pas disposés à négocier de transfert avec d'autres équipes, Watson se retrouve dans une impasse jusqu'à l'émergence d'allégations de harcèlement sexuel à son sujet. Malgré cette situation, il participe de façon limitée aux activités et au camp d'entraînement. Il est repris dans le roster final de l'équipe en compagnie de Tyrod Taylor (arrivé comme agent libre) et le débutant Davis Mills.
Nick Caserio (en), directeur général des Texans déclare qu'il s'occupera un jour de la situation de Watson
Bien que n'étant pas officiellement suspendu ni placé sur la liste des réservistes par les Texans, Watson n'est repris pour aucun matchs de la saison pour raison personnelle ou motif non médicales.

### Browns de Cleveland
Le 8 mars 2022, les Texans échangent Watson plus un choix de 5e tour de la draft 2022 aux Browns de Cleveland contre un choix de 1er tour lors des drafts 2022, 2023 et 2024. Watson signe quant à lui un contrat de cinq ans pour un montant garanti de 230 millions de $, ce qui est en fait le plus gros contrat garanti de l'histoire de la NFL.
Le 18 août 2022, à la suite d'une longue procédure consécutive à des faits d'harcèlements sexuels (24 plaintes),,, Deshaun Watson est suspendu, en accord avec le syndicat des joueurs, par la NFL pour les onze premiers matchs de la saison régulière 2022  et doit également s'acquitter d'une amende de 5 millions de dollars,.

## Statistiques
| Année      | Équipe              | MJ |                 | Passes          | Passes          | Passes          | Passes          | Passes          | Passes          | Passes                |                       | Courses               | Courses               | Courses | Courses |     | Sacks  | Sacks |  | Fumbles | Fumbles |
| Année      | Équipe              | MJ | Tentées         | Réussies        | Pct.            | Yards           | TD              | Int.            | Éval.           | Tentées               | Yards                 | Moy.                  | TD                    | Nb.     | Yards   | Nb. | Perdus |       |  |         |         |
| 2017       | Texans de Houston   | 7  | 204             | 126             | 61,8            | 1 699           | 19              | 8               | 103             | 36                    | 269                   | 7,5                   | 2                     | 19      | 116     | 3   | 0      |       |  |         |         |
| 2018       | Texans de Houston   | 16 | 505             | 345             | 68,3            | 4 165           | 26              | 9               | 103,1           | 99                    | 551                   | 5,6                   | 5                     | 62      | 384     | 9   | 3      |       |  |         |         |
| 2019       | Texans de Houston   | 15 | 495             | 333             | 67,3            | 3 852           | 26              | 12              | 98              | 82                    | 413                   | 5                     | 7                     | 44      | 257     | 10  | 5      |       |  |         |         |
| 2020       | Texans de Houston   | 16 | 544             | 382             | 70,2            | 4 823           | 33              | 7               | 112,4           | 90                    | 444                   | 4,9                   | 3                     | 49      | 293     | 8   | 3      |       |  |         |         |
| 2021       | Texans de Houston   | 0  | N'a pas joué    | N'a pas joué    | N'a pas joué    | N'a pas joué    | N'a pas joué    | N'a pas joué    | N'a pas joué    | au cours de la saison | au cours de la saison | au cours de la saison | au cours de la saison | -       | -       | -   | -      |       |  |         |         |
| 2022       | Browns de Cleveland | 6  | 170             | 99              | 58,2            | 1 102           | 7               | 5               | 79,1            | 36                    | 175                   | 4,9                   | 1                     | 20      | 106     | 1   | 0      |       |  |         |         |
| 2023       | Browns de Cleveland | 6  | 171             | 105             | 61,4            | 1 115           | 7               | 4               | 84,3            | 26                    | 142                   | 5,5                   | 1                     | 17      | 85      | 5   | 2      |       |  |         |         |
| 2024       | Browns de Cleveland | ?  | Saison en cours | Saison en cours | Saison en cours | Saison en cours | Saison en cours | Saison en cours | Saison en cours | Saison en cours       | Saison en cours       | Saison en cours       | Saison en cours       | -       | -       | -   | -      |       |  |         |         |
| Totaux NFL | Totaux NFL          | 66 | 1 089           | 1 390           | 66,2            | 16 556          | 118             | 45              | 99,1            | 369                   | 1 994                 | 5,4                   | 19                    | 211     | 1 241   | 36  | 12     |       |  |         |         |

| Année      | Équipe              | MJ |                      | Passes               | Passes               | Passes               | Passes               | Passes               | Passes               | Passes               |                      | Courses              | Courses              | Courses | Courses |     | Sacks  | Sacks |  | Fumbles | Fumbles |
| Année      | Équipe              | MJ | Tentées              | Réussies             | Pct.                 | Yards                | TD                   | Int.                 | Éval.                | Tentées              | Yards                | Moy.                 | TD                   | Nb.     | Yards   | Nb. | Perdus |       |  |         |         |
| 2018       | Texans de Houston   | 1  | 49                   | 29                   | 59,1                 | 235                  | 1                    | 1                    | 69,7                 | 8                    | 76                   | 9,5                  | 0                    | 3       | 18      | 0   | 0      |       |  |         |         |
| 2019       | Texans de Houston   | 2  | 77                   | 51                   | 66,2                 | 635                  | 3                    | 0                    | 104,6                | 20                   | 92                   | 4,6                  | 2                    | 11      | 54      | 1   | 0      |       |  |         |         |
| 2023       | Browns de Cleveland | -  | Blessé, n'a pas joué | Blessé, n'a pas joué | Blessé, n'a pas joué | Blessé, n'a pas joué | Blessé, n'a pas joué | Blessé, n'a pas joué | Blessé, n'a pas joué | Blessé, n'a pas joué | Blessé, n'a pas joué | Blessé, n'a pas joué | Blessé, n'a pas joué | -       | -       | -   | -      |       |  |         |         |
| Totaux NFL | Totaux NFL          | 3  | 126                  | 80                   | 63,5                 | 870                  | 4                    | 1                    | 91                   | 28                   | 168                  | 6                    | 1                    | 14      | 72      | 1   | 0      |       |  |         |         |

## Records

### NFL
- Plus grand nombre de touchdowns inscrits à la passe en un seul match par un quarterback rookie : 5 (à égalité avec Ray Buivid, Matthew Stafford, Jameis Winston et Daniel Jones)[100] ;
- Plus grand nombre de touchdowns inscrits à la passe au cours d'un mois calendrier  par un quarterback rookie : 16[100] ;
- Plus grand nombre de touchdowns inscrits à la passe par un quarterback rookie un une mi-temps : 4 (à égalité avec Marcus Mariota et Jameis Winston) en 5e semaine de la saison 2017[101] ;
- Premier joueur de l'histoire de la NFL à gagner plus de 400 yards à la passe, à inscrire + de 4 TDs à la passe et a gagner plus de 50 yards en un seul match : en 8e semaine de la saison 2017[102] ;
- Plus longue série de matchs de l'histoire de la NFL avec au moins 3 touchdowns inscrits à la passe par un rookie : 4[103] ;
- Plus grand nombre de passes réussies avec une note parfaite à la passe : 28[104] ;
- Plus grand nombre de tentatives de passe avec une note parfaite à la passe : 33 (à égalité avec Jared Goff)[105].

### Franchise de Houston
- Plus grand nombre de matchs consécutifs avec un touchdown inscrit à la passe : 20 ;
- Plus grand nombre de yards gagnés à la passe en un match par un rookie: 402 (le 19 octobre 2017 contre les Seahawks de Seattle[106] ;
- Plus haute note au niveau des passes sur une saison : 112,4 ;
- Premier quarterback rookie avec plus de 3 touchdowns inscrits à la passe en un match ;
- Premier quarterback rookie à gagner plus de 300 yards à la passe ;
- Premier quarterback à inscrire tant un touchdown à la passe qu'à la course lors de ses deux premiers matchs ;
- Premier quarterback à gagner plus de 300 yards à la passe et plis de 40 yards à la course sur un seul match : 3e semaine de la saison 2017 ;
- Plus grand nombre de touchdowns inscrits à la course par un quarterback : 17[107].

## Vie privée
Watson est chrétien et se convertit à la Convention baptiste du Sud après son arrivée à Houston,.
En 2006, lorsque Watson est âgé de 11 ans, Watson, Warrick Dunn, running back des Falcons d'Atlanta, fait don d'une maison à sa famille par l'entremise de son organisation caritative Dunn Homes for the Holidays en association avec Habitat for Humanity.
En 2017, Watson fait don de son premier chèque NFL (27 000 $) à trois employés de la cafétéria touchées par l'ouragan Harvey et qui travaillent au NRG Stadium des Texans,